# 迈克尔·布莱克本
迈克尔·布莱克本（英語：Michael Blackburn，1970年5月27日—），澳大利亚男子帆船运动员。他曾代表澳大利亚参加1996年、2000年和2004年夏季奥林匹克运动会帆船比赛，其中2000年奥运会获得一枚铜牌。